# Tomio
Tomio (jap. とみお, トミオ) – męskie imię japońskie.

## Możliwa pisownia
Tomio można zapisać używając wielu różnych znaków kanji i może znaczyć m.in.:
- 富, „bogactwo/pomyślność”[1]
- 富夫, „bogactwo, mąż”
- 富雄, „bogactwo, mężczyzna”
- 富生, „bogactwo, surowy”
- 富男, „bogactwo, mężczyzna”

## Znane osoby
- Tomio Aoki (富夫), japoński aktor
- Tomio Hora (富雄), japoński historyk, profesor Uniwersytetu Waseda
- Tomio Kubota (富雄), japoński matematyk
- Tomio Okamura (富夫), czeski przedsiębiorca, milioner, polityk i senator pochodzenia japońskiego